# Camparo

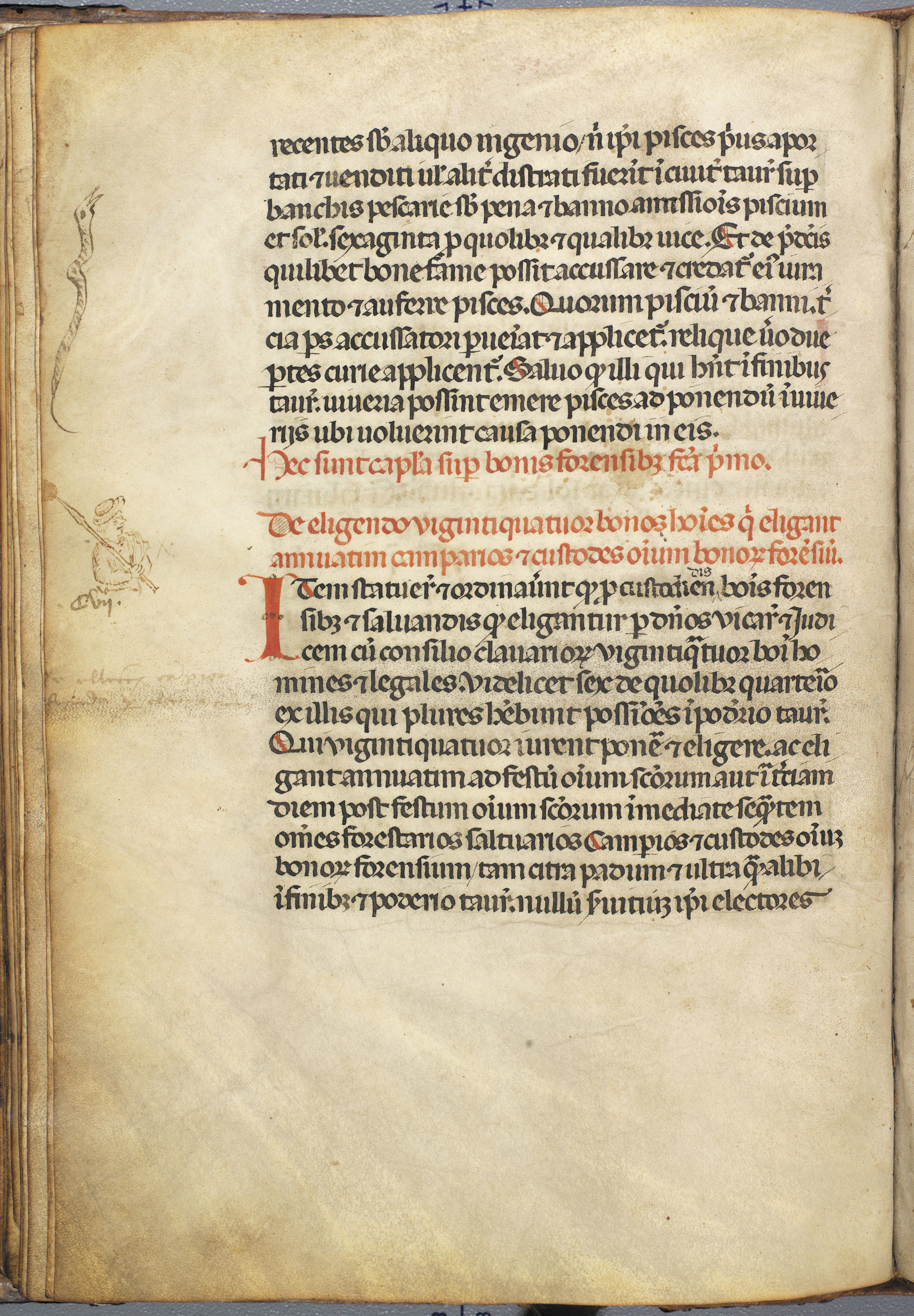
Un camparo, dal Codex Catena, f. 29v, Carte sciolte 390, Archivio Storico della Città di Torino

Il camparo è la persona addetta al controllo e alla manutenzione ordinaria dei canali irrigui, specialmente nelle zone della bassa pianura lombarda. Il termine deriva da "campèer", vocabolo che si può trovare, anche se con leggere differenze ortografiche e di pronuncia, in tutte le varianti dei dialetti lombardi. 
La distribuzione dell'acqua per irrigazione avviene attraverso dei canali che prelevano acqua dai fiumi da cui si staccano canali più piccoli dette rogge o cavi. Il camparo ha il compito di controllarne lo stato e provvedere alle perdite d'acqua, agli smottamenti, alla pulizia dell'alveolo e di regolarne il flusso operando sulle paratoie.
Il camparo è anche generalmente incaricato da uno o più consorzi di bonifica del controllo della ripartizione delle acque nei vari poderi, assicurando che non vengano commesse infrazioni.